# 周原镇
周原镇，是中华人民共和国陕西省宝鸡市陈仓区下辖的一个乡镇级行政单位。

## 行政区划
周原镇下辖以下地区：
杜赵村、太子沟村、张谢村、南王村、亚子村、五联村、有礼村、王家村、营子头村、高里村、坡子村、第一村、第二村、油坊村、西刘村、中堡村、后董村和东王村。